# Thập niên 1780
Thập niên 1780 là thập niên diễn ra từ năm 1780 đến 1789.